# Combat de Kano (2012)
Insurrection de Boko Haram
Batailles
Le combat de Kano a lieu lors de l'insurrection de Boko Haram. Le 20 janvier 2012, Boko Haram lance une attaque contre la police nigériane, dans la ville de Kano.

## Déroulement
Il s'agit de la première attaque de Boko Haram dans la ville de Kano, deuxième ville du Nigeria, peuplée de 10 millions d'habitants, majoritairement musulmans, et où sont déployés 8 000 policiers,.
Huit sites sont visés par les jihadistes ; des bureaux de la police, des services de l'immigration et la résidence d'un responsable de la police. Les assaillants, au nombre de 50 à 100, vêtus de noir et parmi lesquels plusieurs sont équipés de ceintures explosives, arrivent à moto ou à bord de voitures. Au QG de la police de l'État de Kano, un homme envoie son véhicule sur un convoi de police, il se jette hors du véhicule avant l'explosion mais il est ensuite abattu par les policiers. La voiture continue pourtant de rouler avant d'exploser,.
20 explosions se font entendre lors de l'affrontement, la majorité des victimes sont cependant touchées par balles. Le combat fait 194 morts selon le bilan final, dont 150 civils, 29 agents de police, trois officiers SSS (la police secrète), deux agents de l'immigration et un agent des douanes,. Les pertes des jihadistes sont de 9 morts, dont 5 kamikazes,,.
L'attaque est revendiquée le lendemain par Boko Haram : le mouvement djihadiste déclare avoir agi en représailles à l’arrestation et à la mort de plusieurs membres.
Quatre jours plus tard, Kano est frappée par un nouveau raid de Boko Haram sur un commissariat de police. Selon des témoins les assaillants jettent deux bombes contre le commissariat puis ouvrent le feu. Une femme est tuée et un policier blessé. Les islamistes repartent avec leurs voitures et leurs motos.